# 80e cérémonie des Oscars
La 80e cérémonie des Oscars du cinéma, organisée par l'Academy of Motion Picture Arts and Sciences, s'est déroulée le 24 février 2008, au Kodak Theatre de Hollywood, et a été présentée par Jon Stewart.
Elle a été marquée par le triomphe des frères Coen pour No Country for Old Men et celui de Marion Cotillard, troisième actrice française à remporter l'Oscar de la meilleure actrice après Simone Signoret en 1960 et Claudette Colbert en 1935.

## Palmarès
Les lauréats sont indiqués ci-dessous en premier de chaque catégorie et en gras.

### Meilleur film
- No Country for Old Men – Scott Rudin, Ethan Coen et Joel Coen
  - Juno – Lianne Halfon, Mason Novick et Russell Smith
  - Michael Clayton – Jennifer Fox, Kerry Orent et Sydney Pollack
  - Reviens-moi (Atonement) – Tim Bevan, Eric Fellner et Paul Webster
  - There Will Be Blood – Paul Thomas Anderson, Daniel Lupi et JoAnne Sellar

### Meilleur réalisateur
- Joel et Ethan Coen pour No Country for Old Men
  - Jason Reitman pour Juno
  - Julian Schnabel pour Le Scaphandre et le Papillon
  - Tony Gilroy pour Michael Clayton
  - Paul Thomas Anderson pour There Will Be Blood

### Meilleur acteur
- Daniel Day-Lewis pour le rôle de Daniel Plainview dans There Will Be Blood
  - George Clooney pour le rôle de Michael Clayton dans Michael Clayton
  - Johnny Depp pour le rôle de Benjamin Barker, « Sweeney Todd » dans Sweeney Todd : Le Diabolique Barbier de Fleet Street (Sweeney Todd: The Demon Barber of Fleet Street)
  - Tommy Lee Jones pour le rôle de Hank Deerfield dans Dans la vallée d'Elah (In the Valley of Elah)
  - Viggo Mortensen pour le rôle de Nikolai Luzhin dans Les Promesses de l'ombre (Eastern Promises)

### Meilleure actrice
- Marion Cotillard pour le rôle d'Édith Piaf dans La Môme
  - Cate Blanchett pour le rôle de la reine Élisabeth Ire dans Elizabeth : L'Âge d'or (Elizabeth: The Golden Age)
  - Julie Christie pour le rôle de Fiona Anderson dans Loin d'elle (Away from Her)
  - Laura Linney pour le rôle de Wendy Savage dans La Famille Savage (The Savages)
  - Elliot Page pour le rôle de Juno MacGuff dans Juno

### Meilleur acteur dans un second rôle
- Javier Bardem pour le rôle d'Anton Chigurh dans No Country for Old Men
  - Casey Affleck pour le rôle de Robert Ford dans L'Assassinat de Jesse James par le lâche Robert Ford (The Assassination of Jesse James by the Coward Robert Ford)
  - Philip Seymour Hoffman pour le rôle de Gust Avrakotos dans La Guerre selon Charlie Wilson (Charlie Wilson's War)
  - Hal Holbrook pour le rôle de Ron Franz dans Into the Wild
  - Tom Wilkinson pour le rôle d'Arthur Edens dans Michael Clayton

### Meilleure actrice dans un second rôle
- Tilda Swinton pour le rôle de Karen Crowder dans Michael Clayton
  - Cate Blanchett pour le rôle de Jude Quinn dans I'm Not There
  - Ruby Dee pour le rôle de Mama Lucas dans American Gangster
  - Saoirse Ronan pour le rôle de Briony Tallis à 13 ans dans Reviens-moi (Atonement)
  - Amy Ryan pour le rôle de Helene McCready dans Gone Baby Gone

### Meilleur scénario original
- Juno – Diablo Cody
  - Une fiancée pas comme les autres (Lars and the Real Girl) –  Nancy Oliver
  - Michael Clayton –  Tony Gilroy
  - Ratatouille –  Brad Bird, Jan Pinkava et Jim Capobianco
  - La Famille Savage (The Savages) – Tamara Jenkins

### Meilleur scénario adapté
- No Country for Old Men (No Country for Old Men) – Joel et Ethan Coen, d'après le roman Non, ce pays n'est pas pour le vieil homme de Cormac McCarthy
  - Le Scaphandre et le Papillon – Ronald Harwood, d'après le livre Le Scaphandre et le Papillon de Jean-Dominique Bauby
  - Loin d'elle (Away from Her) – Sarah Polley, d'après la nouvelle The Bear Went Over the Mountain de Alice Munro
  - Reviens-moi (Atonement) – Christopher Hampton, d'après le roman Expiation de Ian McEwan
  - There Will Be Blood – Paul Thomas Anderson, d'après le roman Oil! de Upton Sinclair

### Meilleure direction artistique
- Sweeney Todd : Le Diabolique Barbier de Fleet Street (Sweeney Todd: The Demon Barber of Fleet Street) – Dante Ferretti (direction artistique), Francesca Lo Schiavo (décors)
  - American Gangster – Arthur Max (direction artistique), Beth A. Rubino (décors)
  - Reviens-moi (Atonement) – Sarah Greenwood (direction artistique), Katie Spencer (décors)
  - À la croisée des mondes : La Boussole d’or (His Dark Materials: The Golden Compass) – Dennis Gassner (direction artistique), Anna Pinnock (décors)
  - There Will Be Blood – Jack Fisk (direction artistique), Jim Erickson (décors)

### Meilleurs costumes
- Elizabeth, l'âge d'or (Elizabeth: The Golden Age) – Alexandra Byrne
  - Across the Universe – Albert Wolsky
  - Reviens-moi (Atonement) – Jacqueline Durran
  - La Môme – Marit Allen
  - Sweeney Todd : Le Diabolique Barbier de Fleet Street (Sweeney Todd: The Demon Barber of Fleet Street) – Colleen Atwood

### Meilleur maquillage
- La Môme – Didier Lavergne et Jan Archibald
  - Norbit – Rick Baker et Kazuhiro Tsuji
  - Pirates des Caraïbes : Jusqu'au bout du monde (Pirates of the Caribbean: At World's End) – Ve Neill et Martin Samuel

### Meilleure photographie
- There Will Be Blood – Robert Elswit
  - L'Assassinat de Jesse James par le lâche Robert Ford (The Assassination of Jesse James by the Coward Robert Ford) – Roger Deakins
  - Reviens-moi (Atonement) – Seamus McGarvey
  - Le Scaphandre et le Papillon – Janusz Kaminski
  - No Country for Old Men – Roger Deakins

### Meilleur montage
- La Vengeance dans la peau (The Bourne Ultimatum) – Christopher Rouse
  - Le Scaphandre et le Papillon – Juliette Welfling
  - Into the Wild – Jay Cassidy
  - No Country for Old Men – Roderick Jaynes (Jaynes est le pseudonyme des frères Coen)
  - There Will Be Blood – Dylan Tichenor

### Meilleur montage de son
- La Vengeance dans la peau (The Bourne Ultimatum) – Karen Baker Landers et Per Hallberg
  - No Country for Old Men – Skip Lievsay
  - Ratatouille – Michael Silvers et Randy Thom
  - There Will Be Blood – Christopher Scarabosio et Matthew Wood
  - Transformers –Mike Hopkins et Ethan Van der Ryn

### Meilleur mixage de son
- La Vengeance dans la peau (The Bourne Ultimatum) – Kirk Francis, Scott Millan et David Parker
  - No Country for Old Men – Craig Berkey, Peter Kurland, Skip Lievsay et Greg Orloff
  - Ratatouille – Doc Kane, Michael Semanick et Randy Thom
  - 3 h 10 pour Yuma (3:10 to Yuma) – David Giammarco, Paul Massey et Jim Stuebe
  - Transformers – Peter J. Devlin, Kevin O'Connell et Greg P. Russell (en)

### Meilleurs effets visuels
- À la croisée des mondes : La Boussole d'or (The Golden Compass)
  - Pirates des Caraïbes : Jusqu'au bout du monde (Pirates of the Caribbean: At World's End) – John Frazier, Charles Gibson, Hal T. Hickel et John Knoll
  - Transformers

### Meilleure chanson
- "Falling slowly" de Glen Hansard et Markéta Irglová – Once
  - "Happy Working Song" de Alan Menken et Stephen Schwartz  – Il était une fois (Enchanted)
  - "So Close" de Alan Menken et Stephen Schwartz  – Il était une fois (Enchanted)
  - "That's How You Know" de Alan Menken et Stephen Schwartz  – Il était une fois (Enchanted)
  - "Raise It Up" de Jamal Joseph, Charles Mack et Tevin Thomas – August Rush

### Meilleure musique de film
- Reviens-moi (Atonement) – Dario Marianelli
  - Les Cerfs-volants de Kaboul (The Kite Runner) – Alberto Iglesias
  - Michael Clayton – James Newton Howard
  - Ratatouille – Michael Giacchino
  - 3 h 10 pour Yuma (3:10 to Yuma) – Marco Beltrami

### Meilleur film en langue étrangère
- Les Faussaires (Die Fälscher) de Stefan Ruzowitzky •  Autriche (en allemand)
  - 12 de Nikita Mikhalkov •  Russie (en russe)
  - Beaufort de Joseph Cedar •  Israël (en hébreu)
  - Katyń de Andrzej Wajda •  Pologne (en polonais)
  - Mongol (Монгол) de Sergueï Bodrov •  Kazakhstan (en russe)

### Meilleur film d'animation
- Ratatouille
  - Les Rois de la glisse (Surf's Up)
  - Persépolis

### Meilleur film documentaire
- Un taxi pour l'enfer (Taxi to the Dark Side)
  - Irak, de la dictature au chaos (No End in Sight)
  - Operation Homecoming: Writing the Wartime Experience
  - Sicko
  - War Dance

### Meilleur court métrage (prises de vues réelles)
- Le Mozart des pickpockets
  - Om Natten
  - Il Supplente
  - Tanghi argentini
  - The Tonto Woman

### Meilleur court métrage (documentaire)
- Freeheld
  - La Corona
  - Salim Baba
  - Sari's Mother

### Meilleur court métrage (animation)
- Peter & the Wolf
  - Même les pigeons vont au paradis
  - I Met the Walrus
  - Madame Tutli-Putli
  - Moya Lyubov

### Oscar d'honneur
- Robert F. Boyle

## Statistiques

### Nominations multiples
- 8 :  No Country for Old Men, There Will Be Blood
- 7 : Reviens-moi, Michael Clayton
- 5 : Ratatouille
- 4 : Le Scaphandre et le Papillon, Juno
- 3 : La Vengeance dans la peau, Il était une fois, La Môme, Sweeney Todd : Le Diabolique Barbier de Fleet Street, Transformers
- 2 : 3 h 10 pour Yuma, American Gangster, L'Assassinat de Jesse James par le lâche Robert Ford, Loin d'elle, Elizabeth : L'Âge d'or, À la croisée des mondes : La Boussole d'or, Into the Wild, Pirates des Caraïbes : Jusqu'au bout du monde, La Famille Savage

### Récompenses multiples
- 4 / 8 :  No Country for Old Men
- 3 / 3 : La Vengeance dans la peau
- 2 / 8 :  There Will Be Blood
- 2 / 3 : La Môme

### Les grands perdants
- 1 / 7 : Reviens-moi
- 1 / 7 : Michael Clayton
- 1 / 5 : Ratatouille
- 1 / 4 : Juno
- 1 / 3 : Sweeney Todd : Le Diabolique Barbier de Fleet Street
- 1 / 2 : Elizabeth : L'Âge d'or
- 1 / 2 : À la croisée des mondes : La Boussole d'or
- 0 / 4 : Le Scaphandre et le Papillon
- 0 / 3 : Il était une fois
- 0 / 3 : Transformers